# Liste des rois de Gizeh

La liste des rois de Gizeh est un artefact daté de la fin de la Ve dynastie ou du début de la VIe dynastie, écrite à l'encre rouge, verte et noire sur du bois de cèdre recouvert de gypse, elle a été trouvée en 1905 dans la sépulture du haut fonctionnaire Mesdjerou et de sa femme Hetep-neferet. Très endommagée, seuls six noms de rois peuvent encore y être lu.

## Fonction
La fonction exacte de la planche de Gizeh reste peu claire. Normalement, les scribes royaux utilisaient ces écritoires pour des pratiques calligraphiques et dictionnaires. Ou bien ils les utilisaient comme plans pour des décorations en relief ultérieures. Cependant, le dessin hiéroglyphique et les représentations d'animaux sur le tableau de Gizeh sont beaucoup trop détaillés pour être un simple plan ou un test d'écriture. Pour cette raison, certains chercheurs pensent qu'il est possible que Mesdjerou ait créé son tableau comme une sorte de carnet de notes pour l'au-delà. De telles choses étaient similaires aux stèles d'offrandes à l'intérieur des chambres funéraires des fonctionnaires royaux, et leur popularité s'est accrue au cours de la période du Nouvel Empire. Les exemples de l'Ancien Empire sont cependant extrêmement rares et, dans le cas de l'écritoire de Gizeh, uniques dans leur conception.

## Découverte
Le tableau a été découvert en 1904 par l'égyptologue américain George Andrew Reisner dans la chambre C de la tombe de Mesdjerou (mastaba G-1011) à Gizeh. La tombe était très endommagée.

## Inscriptions

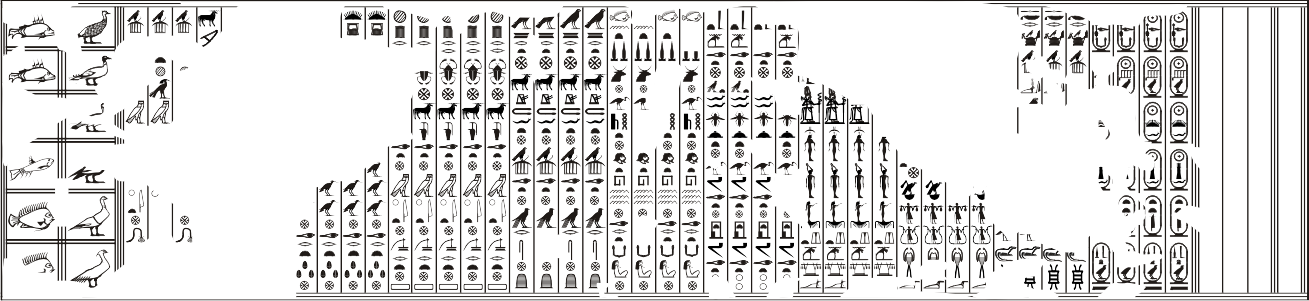
Vue complète de la liste des rois de Gizeh). De la droite vers la gauche : colonnes vides (quatre premières colonnes), liste des rois (quatre colonnes suivantes), liste de dieux (douze colonnes), liste de lieux (vingt-sept colonnes) et d'animaux de sacrifice (dans des carrés).

La liste est divisée en cinq « chapitres » :
- les deux premiers sont vides sans que l'on sache pourquoi[4] ;
- le troisième chapitre contient quarante-trois colonnes, les quatre premières contenant la liste des rois, les douze suivantes une liste de dieux, les vingt-sept suivantes une liste de lieux[4],[3] ;
- le quatrième chapitre est divisé en carré contenant des oiseaux sacrificiels ;
- le cinquième également divisé en carré contenant des poissons sacrificiels[4],[3].

### Liste des rois

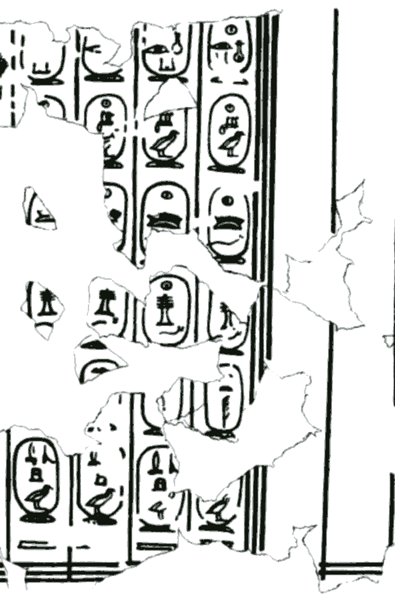
Liste des rois.

La liste des rois contient les noms en cartouche des rois suivants (de haut en bas) :
- Néferirkarê Kakaï (Ve dynastie).
- Sahourê (également Ve dynastie).
- Khéphren (Khafra) (IVe dynastie), bâtisseur de la deuxième plus grande pyramide de Gizeh.
- Djédefrê (également IVe dynastie), premier pharaon à utiliser le symbole du soleil dans un cartouche royal.
- Téti (IIIe dynastie).
- Bedjaou (IIe dynastie).

La liste nomme les rois dans un ordre chronologique inverse, le roi le plus ancien étant le dernier cité. Chaque colonne se termine par « le justifié », qui est typique pour honorer les rois défunts.
Les noms de cartouches Bedjaou et Téti présentent un intérêt particulier pour les égyptologues. En effet, le nom « Bedjaou » n'est autrement connu que de la liste des rois d'Abydos datant de la période beaucoup plus tardive du Nouvel Empire. Or, d'après la position de ce nom dans cette liste, il est associé à Hotepsekhemouy, premier roi de la IIe dynastie. Concernant le nom de « Téti », d'après la position qui lui est donnée sur la liste, il semble désigner un roi qui a dû régner entre Hotepsekhemouy et Djédefrê. Or le nom de « Téti » ainsi que celui de « Djésertéti » sont présents respectivement sur les listes royales d'Abydos et de Saqqarah en tant que roi de la IIIe dynastie. Or une étiquette en ivoire d'un pagne royal découverte dans la pyramide enfouie de Saqqarah portait le nom de « Djeseret-Ânkh-Nebty », ce qui a permis d'associer ces noms de Téti et de Djésertéti au constructeur de la pyramide de Saqqarah. La plupart des égyptologues identifie le commanditaire à Sekhemkhet,, bien que Jean-Pierre Pätznick l'identifie à Sanakht.

### Liste des dieux

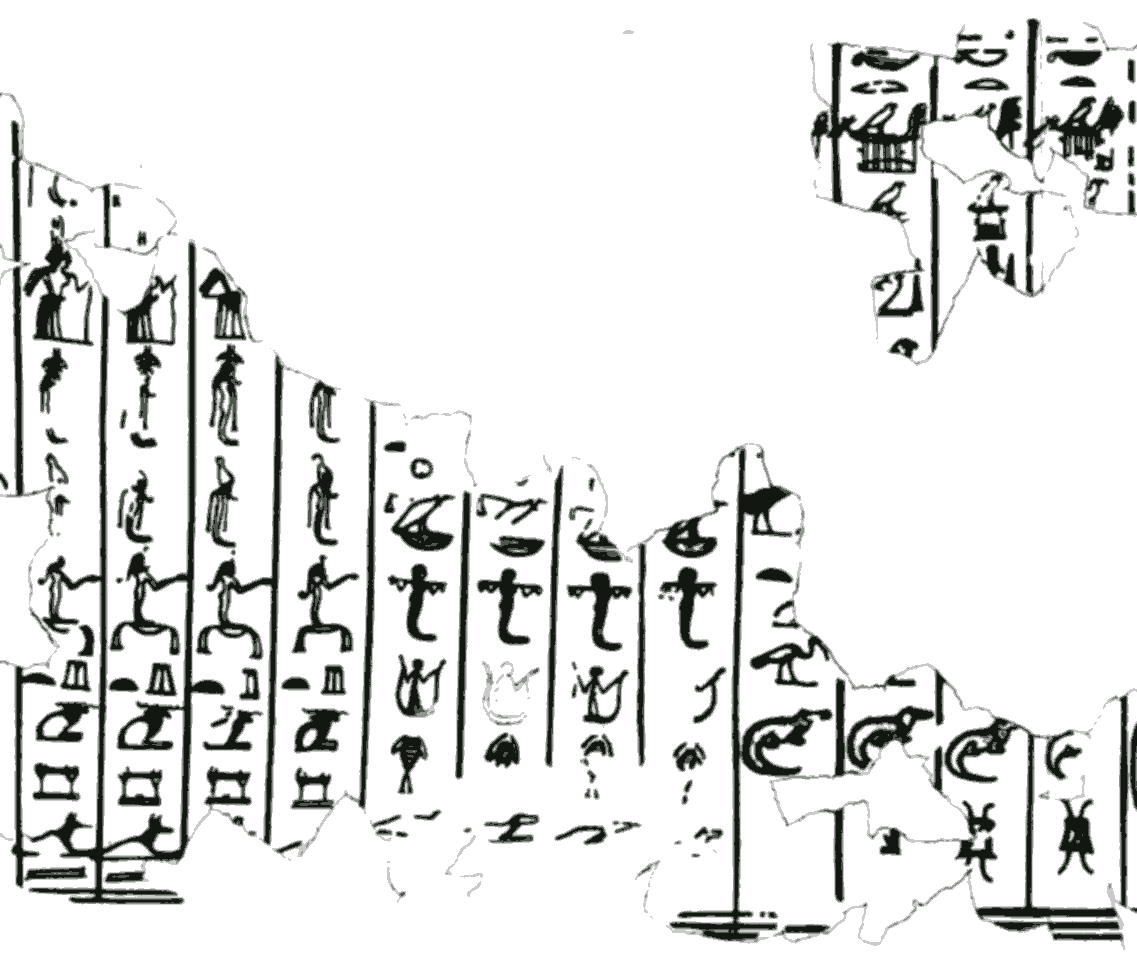
Liste des dieux.

La liste des divinités comprend trois groupes fixes de certaines divinités, chaque groupe est répété quatre fois, ce qui donne douze colonnes au total. Chaque groupe comprend huit divinités, il y avait autrefois vingt-quatre dieux listés. Cependant, le tableau d'écriture est fortement endommagé dans cette section, beaucoup de noms sont aujourd'hui perdus.

#### Premier groupe (de haut en bas)
- Sokaris, dieu du monde souterrain. Vénéré depuis l'époque prédynastique.
- Nemty, autre divinité du monde souterrain, également vénéré depuis l'époque prédynastique.
- Sopdou, divinité protectrice d'origine étrangère, souvent représentée avec un ou plusieurs captifs.
- emplacement détruit.
- Horus, dieu du ciel, patron de la sécurité des pharaons.
- Geb, divinité de la terre.
- Sobek, dieu crocodile, rarement mentionné et donc peu connu.
- Neith, déesse de la guerre et de la chasse, vénérée depuis l'époque prédynastique.

#### Deuxième groupe (de haut en bas)
- emplacement détruit.
- emplacement détruit.
- emplacement détruit.
- Nekhbet, déesse du trône en forme de vautour reposant sur un panier.
- Shezmou, divinité rarement mentionnée. C'était le dieu du vin, des jardiniers et des danseurs. Un dieu de la fête.
- Qis, une divinité d'origine sumérienne, vénérée depuis l'époque protodynastique. Il est représenté tenant deux girafes ou deux lions dans chaque main.
- Serket, déesse de la protection et de la santé. Son animal héraldique est le scorpion.
- Sobek, dieu crocodile du Nil et des marais. Il évoquait et contrôlait l'inondation annuelle du Nil, source de vie.

#### Troisième groupe (de haut en bas)
- emplacement détruit.
- Min, dieu de la puissance et de la fertilité. Son idole est un phallus en érection. Il était vénéré depuis l'époque prédynastique.
- Anhour, dieu de la guerre et des expéditions. Il est représenté dans les armoires asiatiques avec des cheveux noués, une peau jaunâtre et une longue barbe touffue.
- Seshat, déesse de la construction, de la fondation et de la mesure. Elle est vénérée depuis la première période dynastique.
- Osiris-Khentamentiou, dieu du monde souterrain. Il est le juge divin du tribunal des morts.
- Meret, déesse de la danse, de la chance et de la joie, rarement mentionnée. Elle est représentée debout sur un collier d'or et frappant ses mains en rythme.
- Kherty, dieu des enfers. Il accueille les défunts et les guide en toute sécurité vers la cour des morts.
- Anubis, dieu du deuil, de la momification et des funérailles, à tête de chacal. Il était vénéré depuis les premiers temps de la dynastie.

### Liste des lieux

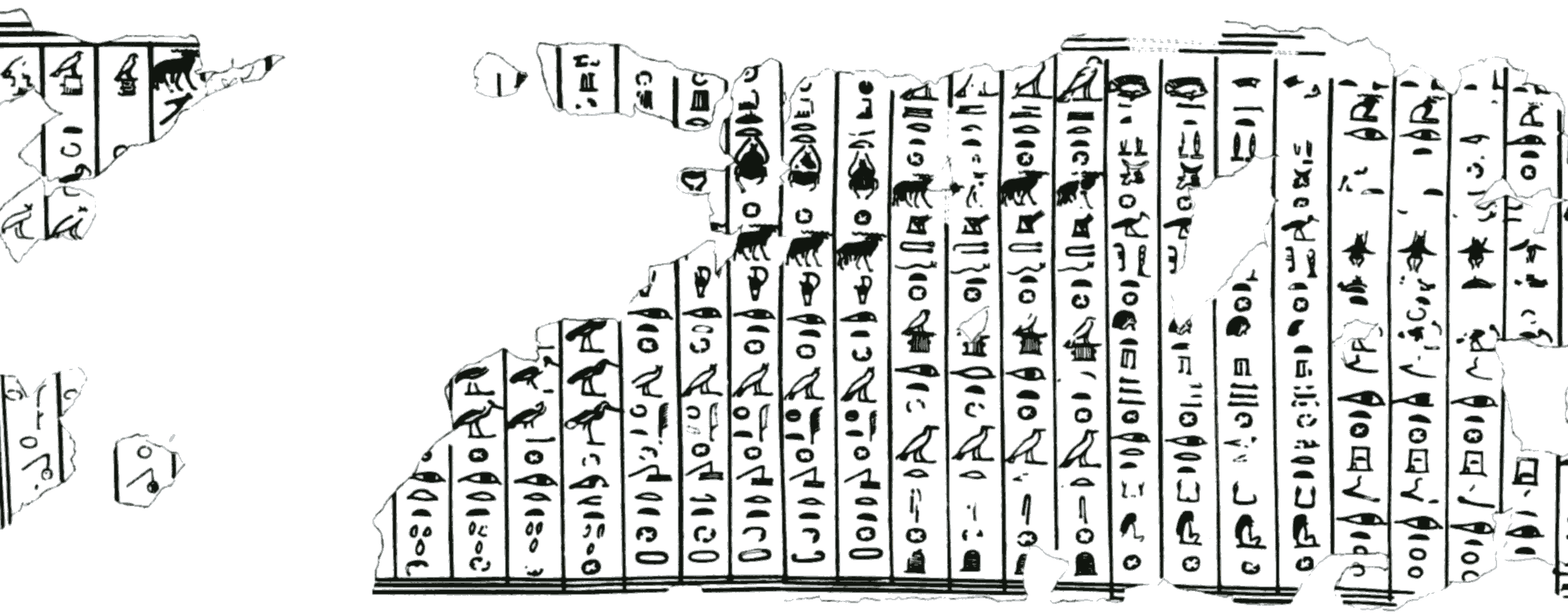
Liste des lieux.

La liste des lieux comprend vingt-huit villes et domaines. Certains de ces lieux sont bien connus des égyptologues, car leurs noms ont été retrouvés dans de nombreuses tombes de l'Ancien Empire à Gizeh (mais aussi à Saqqarah). D'autres sont consacrés à certains dieux, comme les villes Iret-Nemty (« où Nemty travaille ») et Tefet-Khnoum (« où ils se réunissent pour Khnoum »). Une autre ville, Tenmet afefi (« colline des mouches ») est particulièrement intéressante, car elle présente de loin le plus ancien hiéroglyphe d'une mouche domestique.

### Liste d'animaux sacrifiés

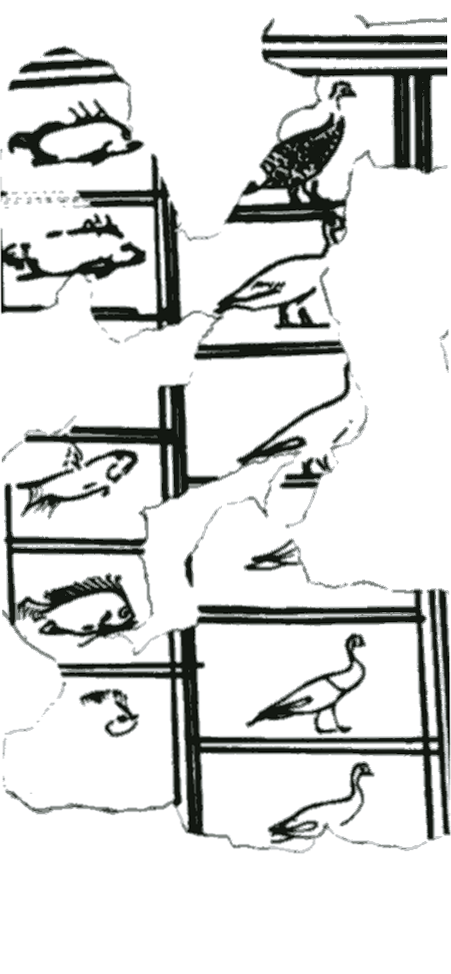
Liste d'animaux.

La première liste d'animaux sacrifiés comprend six oiseaux, pour la plupart des espèces d'oies et de canards. Cependant, malgré les dessins détaillés et naturalistes, il reste difficile aux égyptologues et aux ornithologues d'identifier certaines des espèces représentées. Le premier oiseau peut être identifié comme étant une pintade de Sennar. Cet oiseau est connu dans les écritures hiéroglyphiques sous le nom de Neh-bird, dont les signes signifient « être attentif » ou « être vigilant ». Le quatrième oiseau pourrait être une oie cendrée et l'avant-dernier un canard pilet.
La deuxième liste d'animaux sacrifiés comprend trois espèces de poissons, chaque espèce étant répétée deux fois (ce qui fait une somme totale de six représentations de poissons). La première espèce peut être identifiée comme une perche du Nil, la seconde est une sorte d'espèce de carpe. Le troisième poisson peut être identifié comme étant un tilapia du Nil.

## Autres listes
- Liste royale égyptienne
- Liste d'Abydos
- Table de Saqqarah
- Canon royal de Turin
- Listes royales des tombes de Den et Qâ